# Ryback
Pour les articles homonymes, voir Reeves.
Ryback Allen Reeves (né Ryan Allen Reeves le 10 novembre 1981 à Las Vegas) est un catcheur américain. Il est connu pour avoir travaillé à la World Wrestling Entertainment (WWE) de 2004 à 2016.
Après être devenu l'un des huit finalistes de la quatrième saison de WWE Tough Enough, il signe un contrat avec la WWE qui l'amène à lutter à la Deep South Wrestling ainsi qu'à l'Ohio Valley Wrestling de 2005 à 2007.
Il participe ensuite à la première saison de la NXT au début de l'année 2010 sous le nom de Skip Sheffield. Il terminera 6e au classement final. Il fait ses débuts à RAW avec les sept autres participants de NXT, et forment The Nexus. Il quitte le clan en août 2010 à la suite d'une blessure à la cheville qui l'éloignera plus d'un an des rings. Il fait son retour à SmackDown en avril 2012 sous le nom de Ryback.

## Jeunesse
Né à Las Vegas, Nevada, Reeves s'intéresse au catch dès l'âge de cinq ans. À 12 ans, il commence à faire du culturisme dans le but de devenir catcheur. Adolescent, on le surnomme amicalement Silverback après qu'un ami d'enfance lui trouve une ressemblance avec les gorilles (Silverback étant un terme anglais pour désigner un gorille mâle adulte au dos argenté). Plus tard, il adopte ce surnom en partie pour son nom de ring. Reeves excelle au baseball et au football américain alors qu'il fréquente la Western High School et la Palo Verde High School. Il fait partie de l'équipe de baseball lors de sa première année d'étude au Community College of Southern Nevada. Cependant, il se brise le pied et manque deux saisons.

## Carrière

### World Wrestling Entertainment (2004-2016)

#### Tough Enough (2004-2005)
Reeves a passé deux ans à parfaire sa musculature pour pouvoir entrer dans le catch professionnel. Il entre finalement en 2004 dans l'émission Tough Enough où il parvient en finale et est le dernier éliminé. Malgré sa défaite, il réussit à impressionner les responsables de la WWE qui lui firent signer un contrat de développement. Il ne commença qu'en mars 2005 à Atlanta en raison de ses blessures.

#### Territoires de développements (2005-2010)

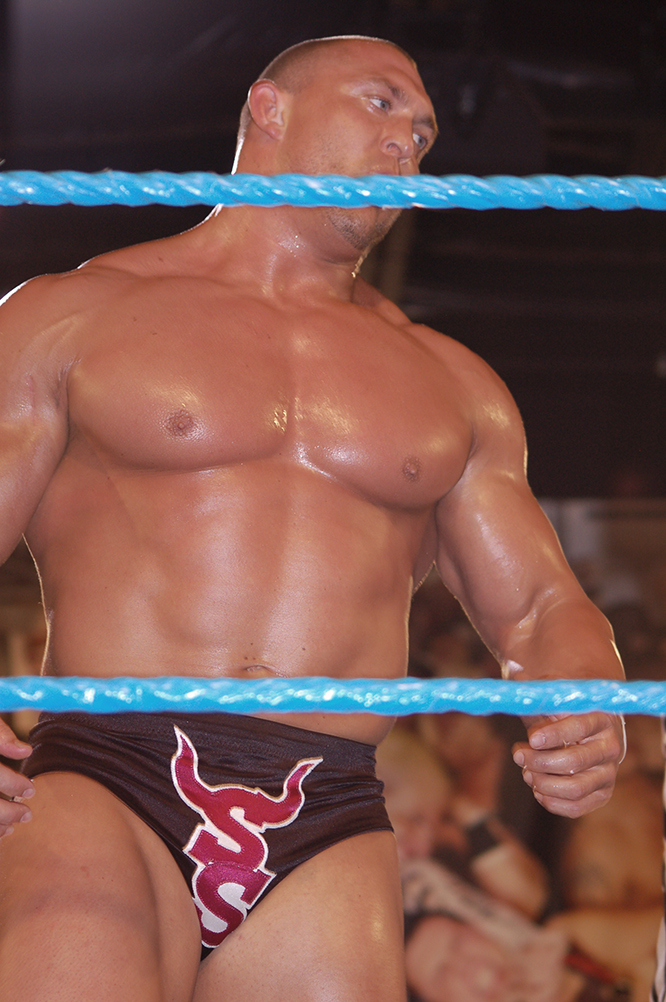
Skip Sheffield en 2009.

Le 10 mai, Reeves fait équipe avec les OVW Southern Tag Team Champions, James Kasey et Roadkill pour faire face à Aaron Stevens et Deuce 'N Domino à un enregistrement TV de la OVW.
En juin 2006, Reeves est suspendu pendant 30 jours en raison d'un contrôle positif à un test antidopage dans le cadre d'un programme bien-être de la WWE. Selon Reeves, il en aurait pris accidentellement lors de ses entraînements de musculation et étaient censés être des suppléments. Ces suppléments auraient été ensuite retirés du marché, et même si sa suspension est restée en place, il fut réintégré au roster après un second test. Son cas fut plus tard présenté dans le documentaire de CNN : Death Grip : Inside Pro Wresling.
Après sa suspension de 30 jours après avoir échoué à un test de dopage, Reeves revint à la DSW,.
Après plus d'un an d'absence, Reeves revint à la OVW. Après plusieurs mois, Reeves, rebaptisé Ryback, incarna un nouveau personnage Terminator-esque et, par la suite, remporta le OVW Heavyweight Championship le 15 septembre en battant Anthony Bravado. Ryback conserva son titre pendant deux semaines avant de le perdre face à Anthony Bravado le 29 septembre. Après avoir perdu son titre, Reeves re-signa un contrat de développement avec la WWE. Pour expliquer son départ, Reeves perdit un Loser Leaves OVW match face à Anthony Bravado.
Le 16 décembre 2008, Reeves, sous le nom et le personnage de Ryback, fit ses débuts sur les rings de Florida Championship Wrestling, perdant un match par équipe avec Jon Cutler face à Kris Logan et Taylor Rotonde. Après que son personnage de Ryback fut mis au rebut, Reeves devient Skip Sheffield, un personnage de cow-boy, et gagna face à Jimmy Uso.

#### Saison 1 de NXT (2010)
Reeves participe à la saison 1 de WWE NXT où il est entrainé par William Regal. Son premier match dans la fédération a eu lieu lors du deuxième épisode de la saison 1 de NXT, où, avec William Regal, il perd contre Justin Gabriel et Matt Hardy. Il finit 6e sur les huit rookies et ne remporte pas la saison 1 de NXT.

#### Nexus et Blessure (2010-2012)

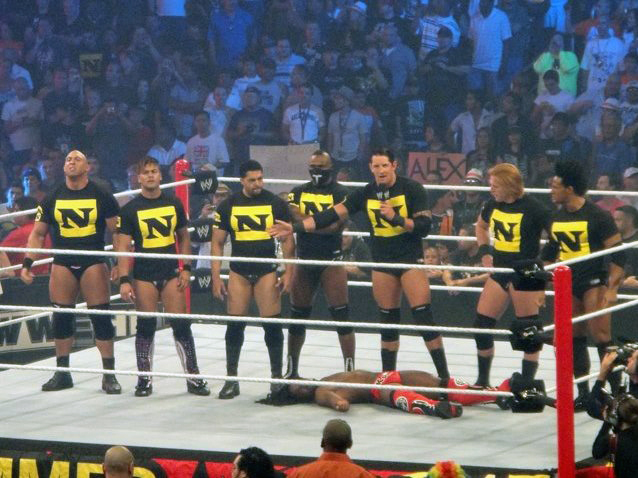
Skip Sheffield (le premier en partant de la gauche) au sein de la Nexus à SummerSlam.

Skip Sheffield fait ses débuts à RAW le 7 juin avec tous les rookies de la saison 1 de NXT, pendant le match entre CM Punk et le champion de la WWE John Cena, et attaquent les deux adversaires avant de dévaster le ring.
La semaine suivante, il apparaît dans le ring avec tous ses acolytes, où Wade Barrett, leader du groupe nommé The Nexus réclame un contrat pour tous ses partenaires. Durant les semaines qui suivent, les membres de la Nexus continuent d'attaquer les superstars de la WWE, s'intéressant surtout à John Cena, considéré comme le visage de l'entreprise.
Ce dernier décide alors de former une équipe composé d'Edge, Chris Jericho, John Morrison, R-Truth, Bret Hart, Daniel Bryan (ancien membre de la Nexus) et de lui même pour faire face à la Nexus. Ceci emmène alors à un match lors du SummerSlam, où la Nexus perd.
Trois jours plus tard, Skip Sheffield se casse la cheville lors d'un House Show à Hawaï, qui l'éloigne des rings pendant plus d'un an.

#### Retour et rivalité avec CM Punk et The Shield (2012-2013)

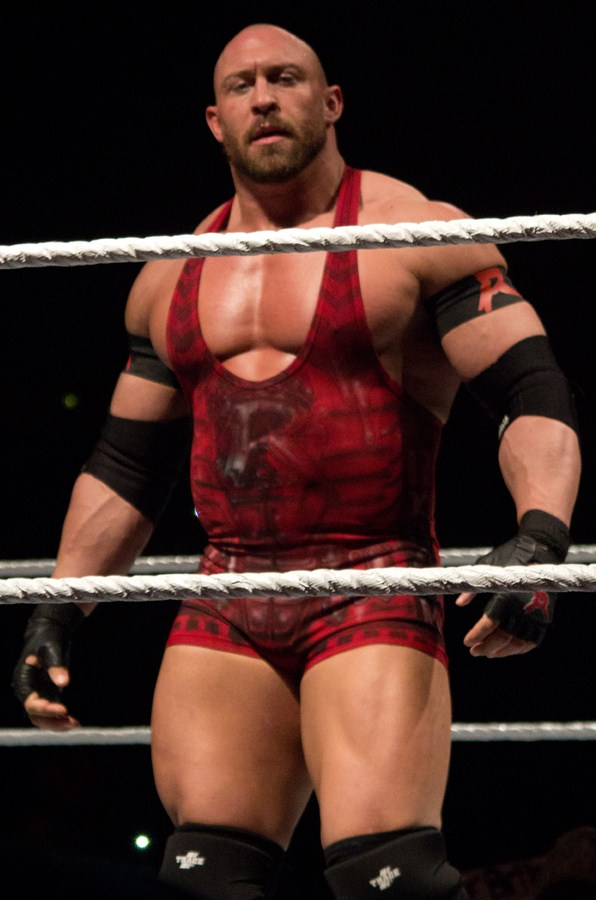
Ryback en février 2013.

Reeves remonte sur le ring le 6 avril 2012 à SmackDown sous le nom de Ryback.
Durant les mois suivants, il bat des jobber.
Ryback confronte ensuite le Champion de la WWE CM Punk. Il tente de décrocher le titre à Hell in a Cell mais n'y parvient pas à cause de l'arbitre Brad Maddox qui l'a frappé dans les parties intimes. Ryback retente sa chance pour le titre aux Survivor Series dans un Triple Threat Match incluant également John Cena, mais Punk conserve son titre après une intervention du Shield qui faisait ses débuts. Ryback perd par la suite à TLC avec Kane et Daniel Bryan contre le Shield.
Le 27 janvier 2013 lors du Royal Rumble, il se fait éliminer en dernier par John Cena.
Ryback perd ensuite avec John Cena et Sheamus contre le Shield à l'Elimination Chamber. À Extreme Rules, il affronte John Cena pour le Championnat de la WWE dans un Last Man Standing Match qui se termine en No contest. Il perd le mois suivant contre ce même adversaire pour le titre de la WWE dans un Three Stages of Hell match (2-1) à Payback. À Money in the Bank, il bat Chris Jericho.

#### RybAxel (2013-2014)

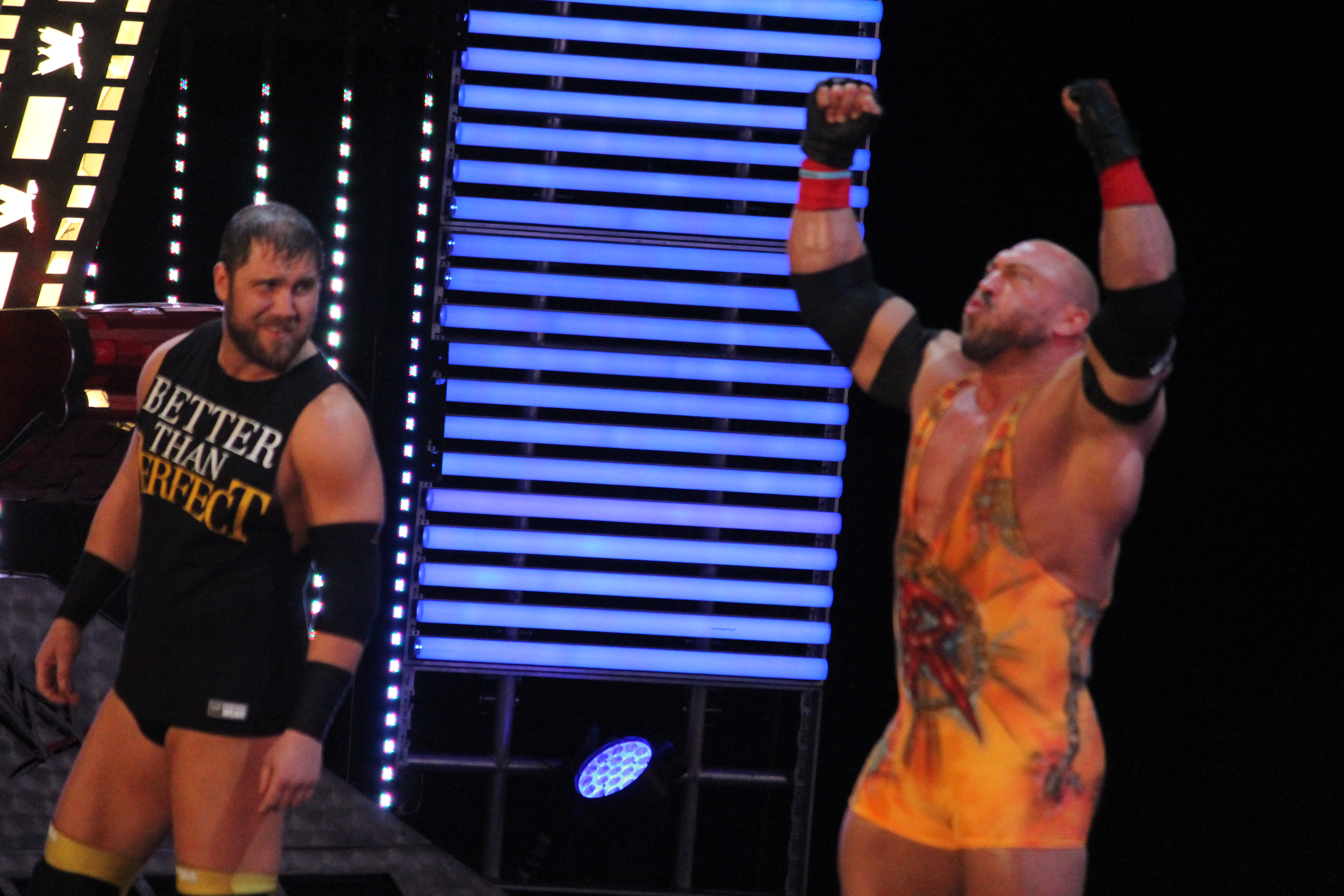
RybAxel en avril 2014.

Lors de Night of Champions, Ryback intervient dans le match opposant Curtis Axel et Paul Heyman à CM Punk, causant la défaite de ce dernier. Lors de Hell in a Cell, il perd avec Paul Heyman contre CM Punk dans un Handicap Hell in a Cell Match. Lors de TLC, il perd avec Curtis Axel pour les WWE Tag Team Championship contre les champions Cody Rhodes & Goldust, dans un Fatal 4-Way Elimination Match qui comprenait également Big Show et Rey Mysterio et les Real Americans.
Le 26 janvier 2014, Ryback participe ensuite au Royal Rumble match du Royal Rumble, où il se fait éliminer par le futur gagnant Batista.
Lors de Elimination Chamber, RybAxel perd face à Cody Rhodes et Goldust. Lors du pré-show de WrestleMania XXX, ils perdent face aux Usos pour les titres par équipe un Fatal 4-Way Elimination Tag Team Match qui incluait également les Real Americans et Los Matadores. Lors de Payback, ils battent Cody Rhodes & Goldust. Lors de Money in the Bank, ils perdent face à Stardust et Goldust.
La WWE annonce le 28 août qu'il est blessé et qu'il sera absent pour une durée indéterminée.[réf. nécessaire]

#### The Big Guy, Intercontinental Champion et perte du titre (2014-2015)
Il fait son retour à RAW le 27 octobre en tant que face en battant Bo Dallas.
Il rejoint ensuite l'équipe de John Cena pour Survivor Series où son équipe gagne malgré son élimination. Lors de TLC, il bat Kane.
Le 22 février 2015 lors de Fastlane, il perd avec Dolph Ziggler et Erick Rowan contre Big Show, Kane et Seth Rollins. Lors de Payback, il perd face à Bray Wyatt.
Lors d'Elimination Chamber, Ryback gagne pour la première fois de sa carrière le titre Intercontinental dans un Elimination Chamber match face à Dolph Ziggler, Mark Henry, King Barrett, Sheamus et R-Truth.
Il défend avec succès son titre pour la première fois lors de Money in the Bank face au Big Show, combat remporté par ce dernier par disqualification à la suite d'une intervention de The Miz. Il conserve son titre à SummerSlam, contre The Miz et Big Show.
Lors de Night of Champions, il perd son titre contre Kevin Owens, puis il reperd contre Owens lors de Hell in a Cell, et il ne récupère pas le titre.

#### Diverses rivalités et départ (2015-2016)
Lors des Survivor Series, il gagne avec les Usos et les Lucha Dragons face au New Day, Sheamus et King Barrett. Lors de TLC, il perd face à Rusev. Le lendemain à RAW, il fait équipe avec Jack Swagger, où ils perdent contre The League of Nations (Rusev & Alberto Del Rio).
Le 24 janvier 2016 lors du Royal Rumble, il participe au Royal Rumble Match, où il rentre en 9e position mais sans succès en se faisant éliminer par Big Show en 8e position.
Lors de Fastlane, il fait équipe avec Big Show et Kane pour battre Luke Harper, Erick Rowan et Braun Strowman dans un Six-Man Tag Team match. Le lendemain à RAW, il fait à nouveau équipe avec Big Show et Kane contre la Wyatt Family, mais effectue un heel turn en abandonnant ses coéquipiers pendant le match et offre la victoire à la Wyatt Family. Lors de WrestleMania 32, il perd contre Kalisto et ne remporte pas le Championnat des États-Unis. Lors de Payback, il perd de nouveau contre Kalisto pour le titre de Champion des États-Unis.
Le 5 août, il quitte la fédération.

### Circuit Indépendant (2016-...)
Lors de BTW March Of Champions 2017, il bat Ethan Carter III.

## Palmarès
- Heroes and Legends Wrestling
  - 1 fois HLW Heavyweight Champion[47]
- Ohio Valley Wrestling
  - 1 fois OVW Heavyweight Champion
- Rock And Roll Wrestling
  - 1 fois RRW Championship (actuel)
- World Wrestling Entertainment
  - 1 fois WWE Intercontinental Champion
  - Slammy Award du Moment le plus choquant de l'année (2010) - Pour les débuts de Nexus.
  - Slammy Award du chant entonné par le public de l'année 2012 pour Feed Me More
  - Slammy Award du débutant de l'année 2012
  - Slammy Award du match de l'année 2014 pour Team Cena contre Team Authority
- WrestlePro
  - 1 fois WP Tag Team Championship avec Pat Buck[48]

## Récompenses des magazines
- Pro Wrestling Illustrated
  - Rivalité de l'année en 2010 - avec The Nexus contre WWE
  - Catcheur le plus détesté de l'année en 2010 - avec The Nexus
  - Catcheur qui s'est le plus amélioré de l'année en 2012

| Année | 2006 | 2007 à 2009 | 2010 | 2011       | 2012 | 2013 | 2014 | 2015 | 2016 | 2017 |
| ----- | ---- | ----------- | ---- | ---------- | ---- | ---- | ---- | ---- | ---- | ---- |
| Rang  | 335  | Non classé  | 218  | Non classé | 112  | 13   | 75   | 29   | 31   | 128  |

- Wrestling Observer Newsletter'
  - Catcheur le plus sur-estimé (Most Overrated) en 2012